# Fédération des entreprises du Congo
Pour les articles homonymes, voir FEC.
La Fédération des entreprises du Congo (FEC) constitue à la fois la chambre de commerce et d'industrie et la principale organisation patronale de la République démocratique du Congo. Ancienne Association nationale des entreprises du Zaïre (ANEZA), elle est créée en 1972 de la fusion de la Fédération des associations provinciales des entreprises du Zaïre (FERZA), la Fédération nationale des chambres de commerce, de l'industrie et d'agriculture (FNCCIA) et l’Association pour la promotion et la défense des intérêts des commerçants congolais (APRODECO). Rebaptisée Fédération des entreprises du Congo lors du changement de nom du pays en mai 1997, elle représente actuellement plus de 2500 sociétés issues de tous les secteurs de l'économie congolaise.

## Présidents
- depuis novembre 2023 : Robert Malumba[2]
- 2005-2023 : Albert Yuma Mulimbi[3]